# Tawaraya Sōtatsu
Tawaraya Sōtatsu (俵屋宗達?) (comienzos del año 1600) fue un artista japonés y cofundador de la Escuela Rimpa de pintura japonesa. Sōtatsu es conocido por sus decoraciones de obras caligráficas de su socio Honami Kōetsu (1558-1637), sus influyentes biombos plegables, como los Tesoros Nacionales Dios del viento y Dios del trueno, y su pintura de los capítulos de Sekiya y Miotsukushi del Genji Monogatari. También popularizó una técnica llamada tarashikomi, en la que se aplica una segunda capa de pintura antes de que se seque la primera.

## Biografía
La fecha exacta del nacimiento de Sōtatsu, probablemente alrededor de 1570, sigue siendo desconocida, al igual que el lugar de su nacimiento. El pintor Tani Bunchō (1763-1841) afirmó que Sōtatsu era originario de Noto y que estudió con Sumiyoshi Jokei en Kioto. Su apellido pude haber sido Nonomura. La razón de esta escasez de información documentada es que Sōtatsu no pertenecía a las escuelas de pintura reconocidas oficialmente, ni provenía de la nobleza ni de la clase guerrera, que tradicionalmente había proporcionado la mayoría de los destacados pintores japoneses.
Se desconocen las circunstancias de la muerte de Sōtatsu, pero probablemente murió alrededor de 1640. Los más exitosos entre sus alumnos directos fueron Tawaraya Sōsetsu y Kitawaga Sōsetsu.

### Trayectoria profesional
En 1602 fue contratado por la familia Taira para reparar los rollos del sutra Heike nōkyō, del siglo XII, en el santuario Itsukushima en Miyajima. Estas son las primeras pinturas atribuidas a Sōtatsu, pero ya presentan las características de su trabajo posterior. Se sospecha que Kōetsu también pudo haber trabajado en la reparación del pergamino.
La primera colaboración confirmada con Honami Kōetsu consistió en la elaboración de Sagabon ("libros Saga"), un ambicioso proyecto iniciado alrededor de 1606 por Suminokura Soan (1571-1632) para publicar ediciones elaboradas de libros clásicos japoneses y libretos de Noh. Sōtatsu creó los diseños para las cubiertas y el papel de muchos de los libros, mientras que Kōetsu fue el calígrafo de algunos de los textos. El nombre Sagabon proviene del suburbio de Kioto donde se produjo el libro.
Sōtatsu se casó con una prima de Koetsu. También abrió una tienda en Kioto, llamada Tawaraya, donde vendió una variedad de objetos decorados, incluidos abanicos, linternas de papel, biombos, muñecos y patrones para kimonos, y también tomó encargos para decorar interiores. La tienda pronto ganó reconocimiento por su excelencia artística.
La colaboración entre Sōtatsu y Kōetsu llegó a su fin alrededor de 1620, quizás porque se estaba alejando de la profesión de decorador y diseñador, y comenzó a centrarse más en su carrera como pintor.
Decoró las puertas y mamparas del templo de Yōgen-in durante la reconstrucción ordenada por la esposa de Tokugawa Hidetada en 1621, y en 1630 recibió el título de hokkyō ("Puente del Dharma"), el tercer rango más alto otorgado a artistas budistas.

## Obras destacadas

### Antología con grullas
Antología con grullas (鶴図下絵和歌巻?) es un pergamino decorado por Sōtatsu con pigmentos de plata y oro, con caligrafía de Honami Kōetsu. Contiene algunas de las mejores muestras caligráficas de Kōetsu y uno de los mejores ejemplos de las habilidades decorativas de Sōtatsu. Es muy probable que la obra se produjera entre 1602 y 1620, el período durante el cual se considera generalmente que Sōtatsu y Kōetsu trabajaron juntos.
El texto del rollo es una compilación de poemas waka de los poetas conocidos colectivamente como Treinta y seis inmortales de la poesía, que incluye un poema de cada uno de los 36 miembros del grupo. El motivo visual es el de las grullas, que se paran o vuelan en bandadas a lo largo de todo el rollo. La habilidad del diseño de Sōtatsu y su "originalidad de vanguardística" han sido muy elogiadas.

Antología con grullas
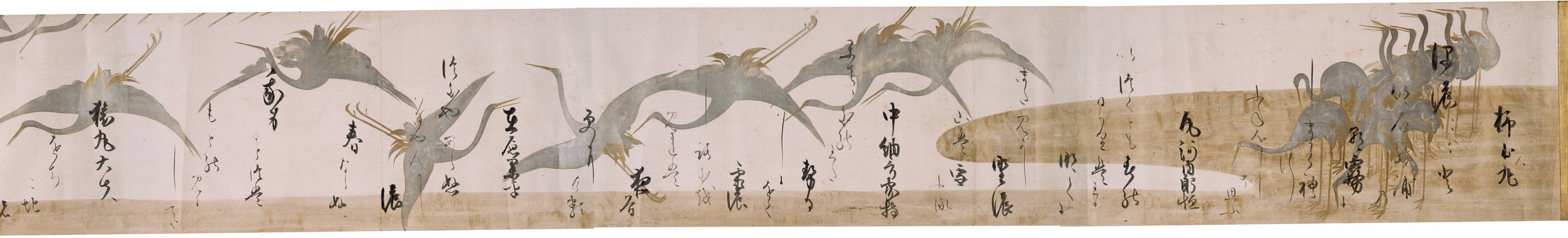
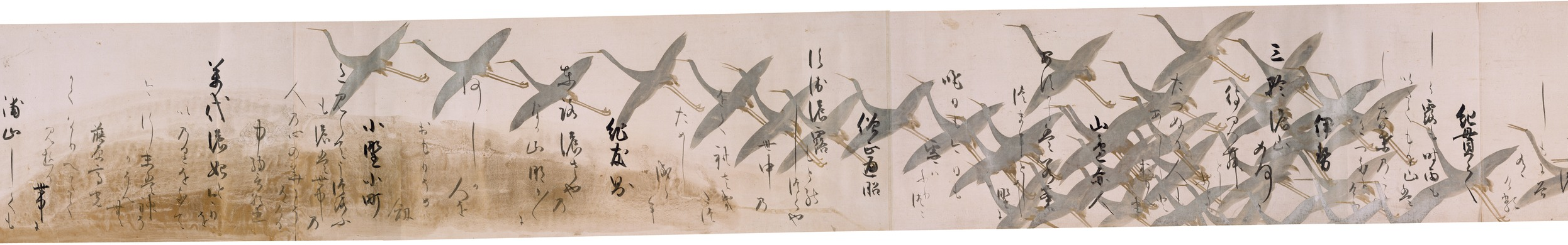

### Dios del viento y Dios del trueno
Dios del viento y Dios del trueno (紙本金地著色風神雷神図?) son un par de biombos realizados con tinta y pintura sobre un papel de oro. Representa a Raijin, dios de los truenos, y Fūjin, deidad del viento. Pese a no contar con un sello o firma, no se duda de la autoridad de Sōtatsu.
Es relevante debido a la influencia que ha tenido sobre otros autores, como Ogata Kōrin (1658–1716) y Sakai Hōitsu (1761–1828), que replicaron la obra (véase la versión de Kōrin).

Dios del viento y Dios del trueno
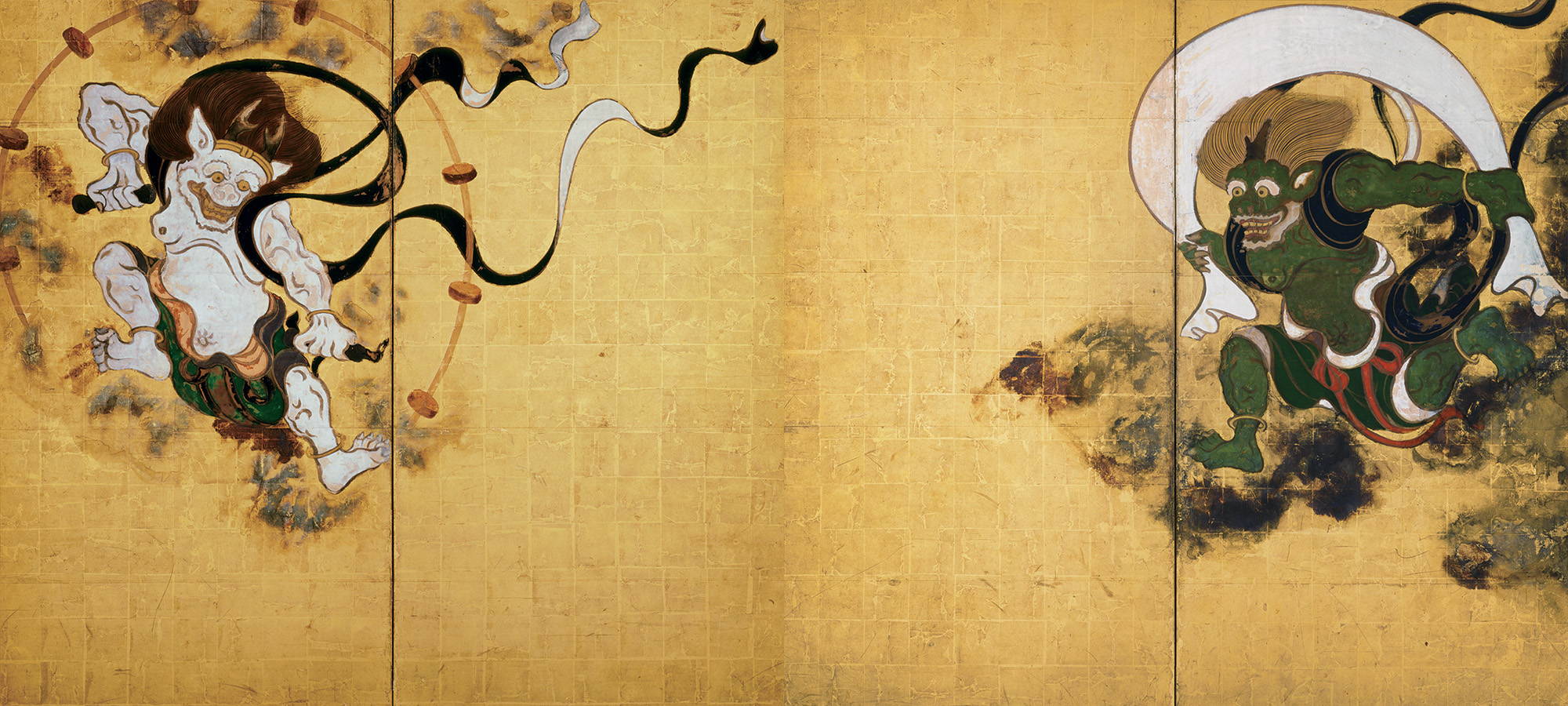
Fūjin (derecha) y Raijin (izquierda)